# 拉菲尔·维基
拉菲尔·维基（Raphaël Wicky，1977年4月26日—），瑞士足球運動員，司職中場，現任瑞士足球超级联赛球队伯尔尼年轻人主教練。
他早年效力國內球會，至1997年轉投德甲的雲達不來梅，於1999年協助云达不莱梅赢得德國杯冠軍。2000年曾到西甲效力馬德里體育會一季，2002年3月开始效力于目前的德国汉堡，是汉堡中后场防守的核心人物。其後效力瑞士超級足球聯賽錫永、美國職業足球大聯盟球會美國芝華士。2009年3月3日，域奇以「個人原因」宣布退役。，此後域奇擔任了杜安、塞維特及巴素利青年隊教練。2017年夏天，域奇升任為巴素利一隊主教練。